# Otto Dietze (Schachspieler)
Otto Dietze (* 17. April 1927 in Wählitz; † 4. Februar 2019 in Bad Sulza) war ein deutscher Schachautor und Übersetzer.

## Leben
Dietze arbeitete in Großkorbetha als Lehrer und übersetzte ab 1956 zahlreiche Schachliteratur aus dem Russischen und Englischen, unter anderem bei der in der DDR erschienenen 30-bändigen Eröffnungsreihe des Sportverlages Berlin. Von 1991 bis 2013 war Otto Dietze mit kleinen Unterbrechungen Mitglied im USV Halle. Danach verbrachte er seinen Lebensabend in Bad Sulza.

## Publikationen
- mit Mark Taimanow: Gewinnen mit Sizilianisch (1989)
- Kleines Lexikon Entwicklungsgeschichte Schach (2002)
- Schachphänomen Morphy, Joachim Beyer Verlag, Eltmann, ISBN 978-3-95920-020-2, 148 Seiten, 2016